# اوسترن

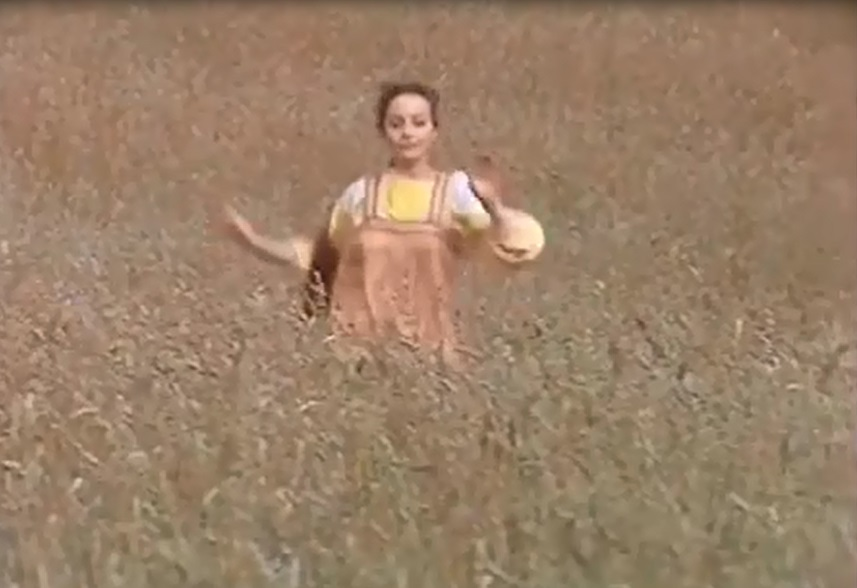
صحنه ای از فیلم اوسترن

اوسترن (آلمانی: Ostern) یا وسترن سرخ، فیلم‌های وسترن شوروی و بلوک شرق است که به دو ژانر مرتبط تقسیم می‌شود:
1. وسترن سرخ که در غرب وحشی آمریکا می‌گذرد مانند پسران خرس بزرگ (۱۹۶۶، آلمان شرقی). این دسته از فیلم‌ها بیشتر در اروپای شرقی ساخته می‌شدند.
2. اوسترن (شرقی) که در استپ یا بخش‌های آسیایی شوروی می‌گذرد مانند محافظ شخصی.

واژه اوسترن از اوست که در آلمانی به معنای شرق است، گرفته شده است. فیلم‌های اوسترن گاهی با وسترن اسپاگتی مقایسه می‌شود چراکه در این ژانر نیز، از مناظر منطقه‌ای برای ایجاد فضای غرب وحشی آمریکا، بهره گرفته می‌شود.